# Marios Christodoulou
Marios Christodoulou (in greco: Μάριος Χριστοδούλου; Atene, 4 luglio 1974) è un ex calciatore cipriota, di ruolo centrocampista.

## Carriera

### Club
Ha giocato nella massima serie del campionato cipriota e greco.

### Nazionale
Ha esordito con la nazionale cipriota nel 1995, giocando 36 partite fino al 2003.